# Huddersfield Town Association Football Club
Maillots
Actualités
Le Huddersfield Town Association Football Club est un club anglais de football basé à Huddersfield dans le nord de l'Angleterre et fondé en 1908. L'équipe première dispute ses matchs au Kirklees Stadium aussi connu sous le nom de John Smith's Stadium pour des raisons de parrainage, c'est le stade officiel du club depuis sa construction en 1994. Avant cela, le club disputait ses rencontres au Leeds Road entre 1908 et 1994.
Le club évolue en League One (troisième division).

## Repères historiques

### Fondation du club et débuts professionnels
Fondé en 1908 après une réunion au George Hotel, les fondateurs ont décidé d’acheté un terrain sur Leeds Road pour 500 livres sterling et ont rejoint la North Eastern League. La saison suivante, ils ont intégré la Midland Football League afin de réduire les frais de déplacement.
Dans le but d’entrer dans la Football League, le club a fait appel à l’architecte écossais Archibald Leitch pour reconstruire Leeds Road. Un stand de 4 000 places devait être construit, ainsi que des gradins en terrasse, pour atteindre une capacité totale de 34 000 spectateurs. Une fois les plans validés, les dirigeants de Huddersfield ont réussi à faire accepter leur candidature à la Football League en 1910, et les travaux sur Leeds Road ont immédiatement commencé.
Cependant, les coûts de développement se sont révélés trop élevés, et l’affluence est tombée sous la barre des 7 000 spectateurs. Huddersfield a été mis en liquidation en 1912, après quoi une nouvelle société à responsabilité limitée a été créée pour reprendre les actifs du club.

### Période d’hégémonie de Huddersfield Town sur le football anglais (1922-1928)
L’équipe a remporté son tout premier titre majeur, la FA Cup, après avoir battu Preston North End 1-0 lors de la finale de la FA Cup 1922. Huddersfield a également remporté le Charity Shield en cette même année décisive, en s’imposant 1-0 contre Liverpool. Le club a terminé troisième lors de la saison 1922-1923, avant de décrocher son tout premier championnat de First Division en 1923-1924.
L’équipe a dû résister à la concurrence acharnée de Cardiff City, et ce, de justesse. Les deux clubs ont terminé la saison avec 57 points, mais Huddersfield l’a emporté grâce à une différence de moyenne de buts de seulement 0,024. Huddersfield a gagné 3-0 contre Nottingham Forest lors du dernier match, tandis que Cardiff a fait match nul 0-0 à Birmingham City, en manquant un penalty.
Huddersfield a conservé son titre de champion de First Division en 1924-1925, ne concédant qu’une seule défaite lors des 27 derniers matchs de championnat,. Le club n’a encaissé que 28 buts au total et n’a jamais concédé plus de deux buts dans un match — une première dans l’histoire du championnat.
Après ces titres consécutifs, l’entraîneur Herbert Chapman quitte Huddersfield pour Arsenal, qui lui propose un salaire doublé et attire des foules plus importantes que le club du Yorkshire.
À la veille de la fin de la saison 1925-1926, Huddersfield Town devient la première équipe anglaise à remporter trois fois consécutivement le Championnat d’Angleterre de première division, lors des saisons 1923-1924, 1924-1925 et 1925-1926. Le club manque de peu un quatrième titre consécutif la saison suivante, ne remportant qu’un seul de ses sept derniers matchs, ce qui permet à Newcastle United de s’adjuger le championnat,. Mais lors de la saison 1927-1928, Huddersfield réalise le “mauvais doublé” : vice-champion d’Angleterre et finaliste de la FA Cup, perdu contre les Blackburn Rovers devant un Stade de Wembley bondé.

Après avoir terminé cinquième de Championship lors de la saison 2016-2017 le club s'impose face à Reading (0-0, 4 tirs au but à 3) en finale des play-offs. Il retrouve ainsi la Premier League pour la saison 2017-2018, quarante-cinq ans après l'avoir quittée, grâce au manager américano-allemand, David Wagner.

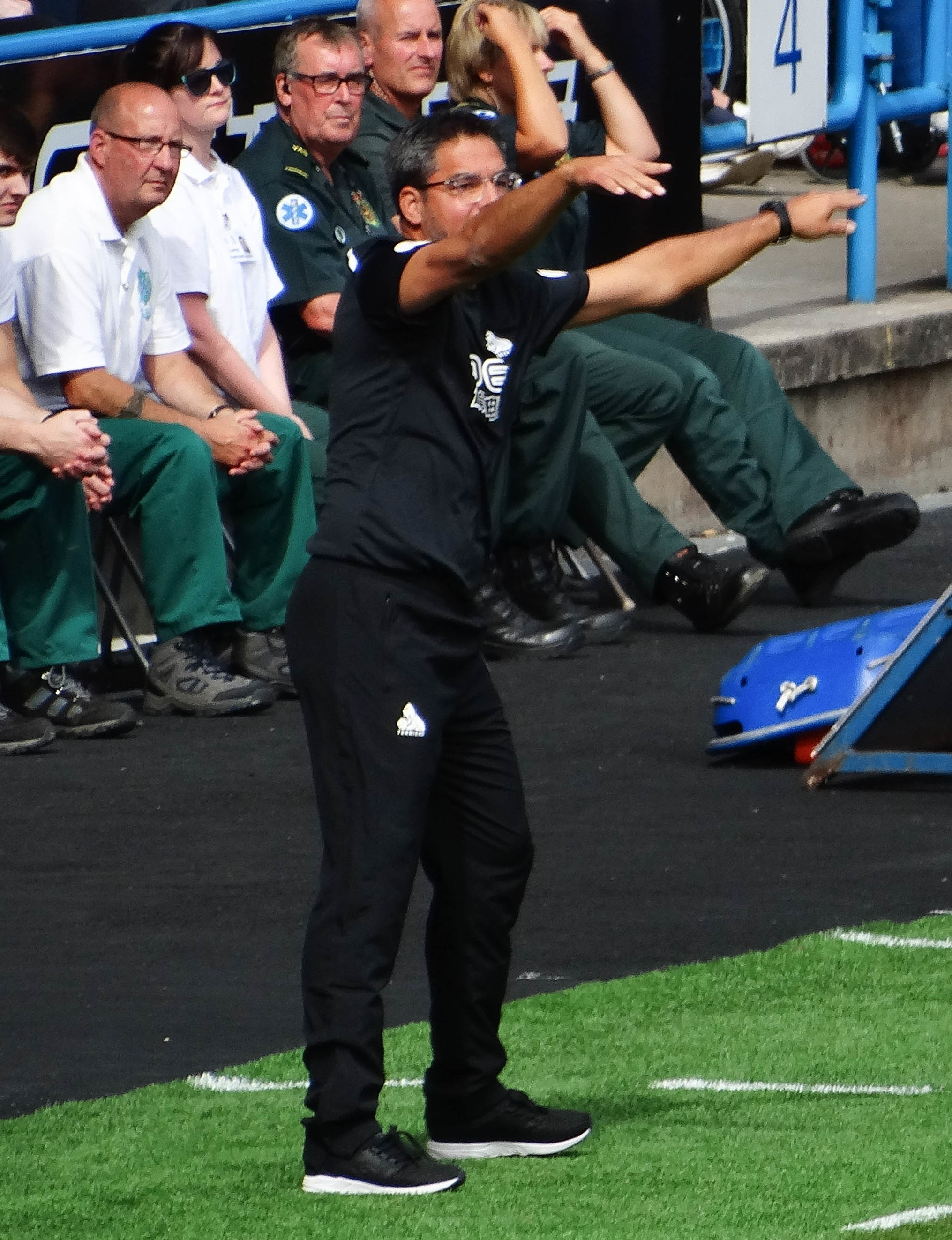
David Wagner, entraîneur du Huddersfield Town AFC en 2018.

Après deux saisons parmi l'élite, le club est relégué en deuxième division à l'issue de la saison 2018-2019.
Lors de cette saison 2018-2019, les Terriers n'ont récolté que 16 points en Premier League et ont terminé le championnat à la dernière place du classement.
Malgré cela, Huddersfield Town est la seule équipe avec Liverpool à avoir gagné son match aller et son match retour face à Wolverhampton Wanderers.
A l'issue de la saison 2023-2024, le club est relégué en troisième division.

## Palmarès et records
| Championnats nationaux | Coupes nationales |
| - Championnat d'Angleterre (3) : - Champion : 1924, 1925 et 1926. - Vice-champion : 1927, 1928 et 1934. - Championnat d'Angleterre de deuxième division (1) : - Champion : 1970. - Vice-champion : 1920 et 1953. - Championnat d'Angleterre de troisième division (0) : - Vainqueur des play-off : 1995 et 2012. - Finaliste des play-off : 2011. - Championnat d'Angleterre de quatrième division (1) : - Champion : 1980. - Vainqueur des play-off : 2004. | - Coupe d'Angleterre (1) : - Vainqueur : 1922 - Finaliste : 1920. - Community Shield (1) : - Vainqueur : 1922. - Football League Trophy (0) : - Finaliste : 1994. |

## Logos

Ancien logo du club
Logo jusqu'en 2019
Logo depuis 2019

## Joueurs et personnalités du club

### Entraîneurs
Le tableau suivant présente la liste des entraîneurs du club depuis 1908.
| Rang | Nom                          | Période                     |
| ---- | ---------------------------- | --------------------------- |
| 1    | Fred Walker                  | août 1908-novembre 1910     |
| 2    | Dick Pudan                   | novembre 1910-avril 1912    |
| 3    | Leslie Knighton (intérim)    | avril 1912                  |
| 4    | Arthur Fairclough            | avril 1912-décembre 1919    |
| 5    | Ambrose Langley              | décembre 1919-mars 1921     |
| 6    | Coaching Staff (intérim)     | mars 1921                   |
| 7    | Herbert Chapman              | mars 1921-juin 1925         |
| 8    | Cecil Potter                 | juillet 1925-août 1926      |
| 9    | Jack Chaplin                 | août 1926-mai 1929          |
| 10   | Clem Stephenson              | mai 1929-juin 1942          |
| 11   | Ted Magner                   | juin 1942-septembre 1943    |
| 12   | David Steele                 | septembre 1943-juin 1947    |
| 13   | George Stephenson            | août 1947-mars 1952         |
| 14   | Board Of Directors (intérim) | mars 1952-avril 1952        |
| 15   | Andy Beattie                 | avril 1952-novembre 1956    |
| 16   | Bill Shankly                 | novembre 1956-décembre 1959 |
| 17   | Eddie Boot (intérim)         | décembre 1959-janvier 1960  |
| 18   | Eddie Boot                   | janvier 1960-septembre 1964 |
| 19   | Ian Greaves (intérim)        | septembre 1964-octobre 1964 |

| Rang | Nom                      | Période                    |
| ---- | ------------------------ | -------------------------- |
| 20   | Tom Johnston             | octobre 1964-mai 1968      |
| 21   | Ian Greaves              | juin 1968-juin 1974        |
| 22   | Bobby Collins            | juin 1974-décembre 1975    |
| 23   | Tom Johnston             | décembre 1975-avril 1977   |
| 24   | John Haselden            | avril 1977-septembre 1977  |
| 25   | Tom Johnston             | septembre 1977-août 1978   |
| 26   | Mick Buxton (intérim)    | août 1978-octobre 1978     |
| 27   | Mick Buxton              | octobre 1978-décembre 1986 |
| 28   | Steve Smith (intérim)    | décembre 1986-janvier 1987 |
| 29   | Steve Smith              | janvier 1987-octobre 1987  |
| 30   | Coaching Staff (intérim) | octobre 1987               |
| 31   | Malcolm Macdonald        | octobre 1987-mai 1988      |
| 32   | Eoin Hand                | mai 1988-mars 1992         |
| 33   | Ian Ross                 | mars 1992-juillet 1993     |
| 34   | Neil Warnock             | juillet 1993-juin 1995     |
| 35   | Brian Horton             | juin 1995-octobre 1997     |
| 36   | Peter Jackson            | oct. 1997-mai 1999         |
| 37   | Steve Bruce              | mai 1999-octobre 2000      |
| 38   | Lou Macari               | octobre 2000-juin 2002     |

| Rang | Nom                    | Période                      |
| ---- | ---------------------- | ---------------------------- |
| 39   | Mick Wadsworth         | juillet 2002-mars 2003       |
| 40   | Mel Machin             | mars 2003-mai 2003           |
| 41   | Peter Jackson          | juin 2003-mars 2007          |
| 42   | Gerry Murphy (intérim) | mars 2007-avril 2007         |
| 43   | Andy Ritchie           | avril 2007-avril 2008        |
| 44   | Gerry Murphy (intérim) | avril 2008-mai 2008          |
| 45   | Stan Ternent           | mai 2008-novembre 2008       |
| 46   | Gerry Murphy           | novembre 2008-décembre 2008  |
| 47   | Graham Mitchell        | décembre 2008                |
| 48   | Lee Clark              | décembre 2008-février 2012   |
| 49   | Simon Grayson          | février 2012-janvier 2013    |
| 50   | Mark Lillis (intérim)  | janvier 2013-février 2013    |
| 51   | Mark Robins            | février 2013-août 2014       |
| 52   | Mark Lillis (intérim)  | août 2014-septembre 2014     |
| 53   | Chris Powell           | septembre 2014-novembre 2015 |
| 54   | Mark Lillis (intérim)  | novembre 2015                |
| 55   | David Wagner           | novembre 2015-janvier 2019   |
| 56   | Jan Siewert            | janvier 2019-août 2019.      |
| 57   | Danny Cowley           | septembre 2019-juillet 2020  |
| 58   | Carlos Corberan        | juillet 2020-juillet 2022    |

### Joueurs emblématiques
Joueur de l'année
| Année | Gagnant       |
| ----- | ------------- |
| 1975  | Terry Dolan   |
| 1976  | Terry Gray    |
| 1977  | Kevin Johnson |
| 1978  | Mick Butler   |
| 1979  | Alan Starling |

| Année | Gagnant        |
| ----- | -------------- |
| 1980  | Malcolm Brown  |
| 1981  | Mark Lillis    |
| 1982  | Mick Kennedy   |
| 1983  | David Burke    |
| 1984  | Paul Jones     |
| 1985  | David Burke    |
| 1986  | Joey Jones     |
| 1987  | Duncan Shearer |
| 1988  | Simon Trevitt  |
| 1989  | Steve Hardwick |

| Année | Gagnant         |
| ----- | --------------- |
| 1990  | Lee Martin      |
| 1991  | Graham Mitchell |
| 1992  | Iwan Roberts    |
| 1993  | Neil Parsley    |
| 1994  | Steve Francis   |
| 1995  | Ronnie Jepson   |
| 1996  | Tom Cowan       |
| 1997  | Tom Cowan       |
| 1998  | Jon Dyson       |
| 1999  | Nico Vaesen     |

| Année | Gagnant         |
| ----- | --------------- |
| 2000  | Jamie Vincent   |
| 2001  | Craig Armstrong |
| 2002  | Leon Knight     |
| 2003  | Martin Smith    |
| 2004  | Jon Worthington |
| 2005  | Nathan Clarke   |
| 2006  | Andy Booth      |
| 2007  | David Mirfin    |
| 2008  | Andy Holdsworth |
| 2009  | Gary Roberts    |

| Année | Gagnant               |
| ----- | --------------------- |
| 2010  | Peter Clarke          |
| 2011  | Peter Clarke          |
| 2012  | Jordan Rhodes         |
| 2013  | James Vaughan         |
| 2014  | Adam Clayton          |
| 2015  | Jacob Butterfield     |
| 2016  | Nahki Wells           |
| 2017  | Aaron Mooy            |
| 2018  | Christopher Schindler |
| 2019  | Christopher Schindler |

Autres joueurs emblématiques
- Andy Booth
- Jacob Butterfield
- Trevoh Chalobah
- Conor Coady
- Levi Colwill
- Danny Drinkwater
- Jonathan Hogg
- Tom Ince
- Leon Knight
- Alex Pritchard
- Larrett Roebuck
- Scott Sellars
- Tommy Smith
- Alex Smithies
- Marcus Stewart
- / Paul Tisdale
- Herbert Chapman
- James Vaughan
- Danny Ward
- Alex Jackson
- Denis Law
- Ifem Onuora
- Jordan Rhodes
- Duncan Shearer
- Simon Davies
- Joey Jones
- Iwan Roberts
- Danny Ward
- Sean Scannell
- Nahki Wells
- Lutz Pfannenstiel
- Christopher Schindler
- Aaron Mooy
- Nico Vaesen
- Steve Mounié
- Philip Billing
- Karl Aage Hansen
- Jonas Lössl
- Tamás Kádár
- Efe Sodje
- Kamil Grabara
- "Zico" Senamuang

## Structures du club

### Stade
- 1908-1994 : Leeds Road
- 1994- : John Smith's Stadium
  - nommé Alfred McAlpine Stadium de 1994 à 2004.
  - nommé Galpharm Stadium de 2004 à 2012.
  - nommé John Smith's Stadium depuis 2012.

### Équipementiers et sponsors
De la saison 2013-2014 à 2017-2018 l'équipementier du club est  Puma, depuis 2018-2019 l'équipementier est Umbro.